# Wunibald Müller

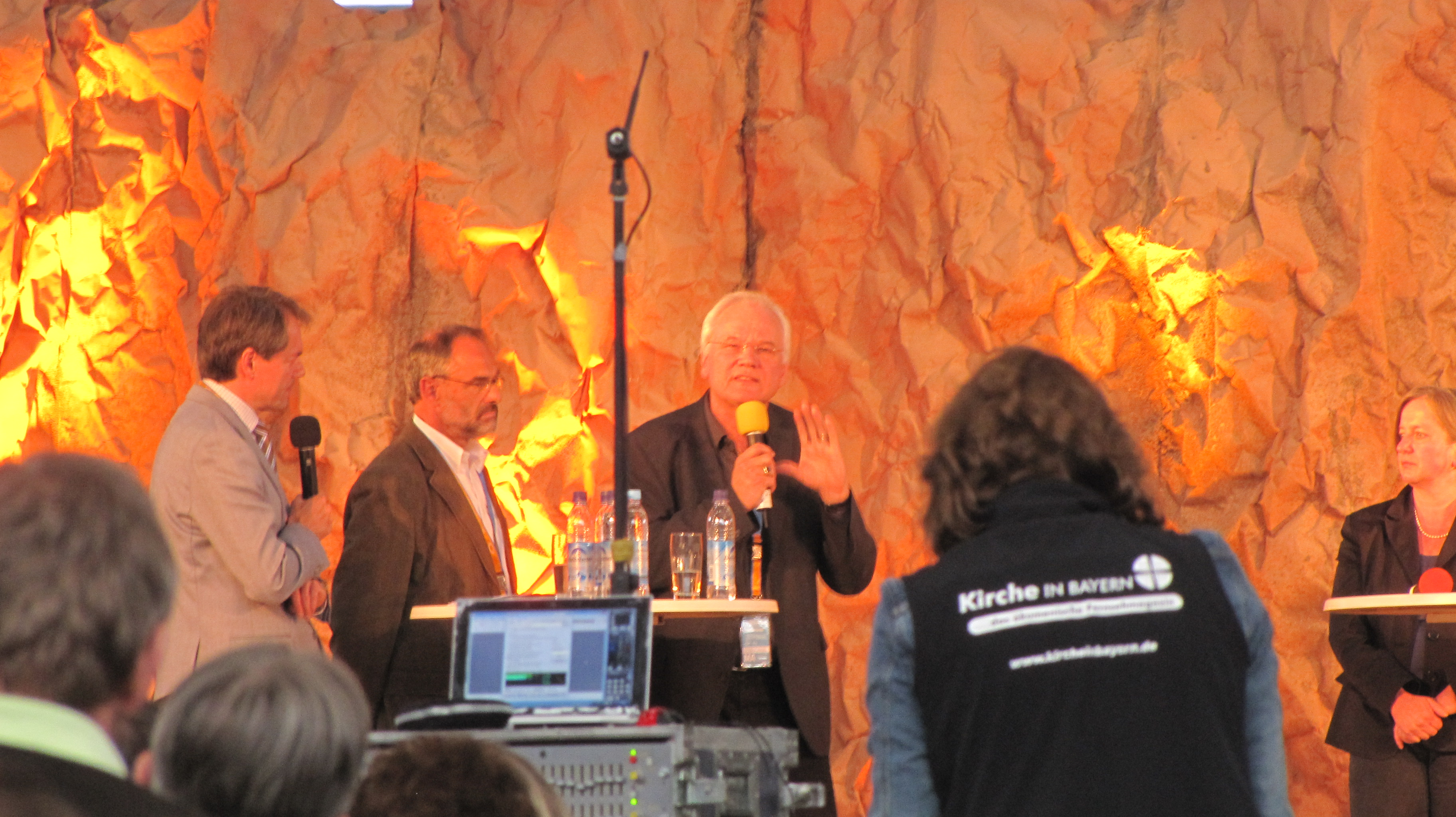
Wunibald Müller (mit gelbem Mikro) in München 2010

Wunibald Albert Anton Müller (* 21. September 1950 in Buchen (Odenwald)) ist ein deutscher Autor, römisch-katholischer Theologe und psychologischer Psychotherapeut. Er war bis Ende April 2016 Leiter des Recollectio-Hauses der Abtei Münsterschwarzach.

## Leben
Wunibald Müller wurde in Buchen im Odenwald als Sohn von Karl Müller und dessen Gattin Klara (geb. Leuser) geboren. An seinem Geburtsort besuchte er die Grundschule und das Gymnasium, von 1963 bis 1972 die Internate St. Mauritius, St. Benedikt und St. Egbert in der Abtei Münsterschwarzach.
1972 machte er das Abitur an der Spätberufenenschule der Karmeliten in Bamberg. Danach studierte er katholische Theologie und Psychologie in Freiburg im Breisgau, Würzburg und Jerusalem. 1979 erlangte er die Diploma in Psychologie und 1978 in Theologie (Thema der Diplomarbeit: „Priester als Seelsorger für Homosexuelle“). Von 1979 bis 1982 erreichte er an der Graduate Theological Union in Berkeley, Kalifornien den „Master of Arts in Marriage, Family and Child Counseling“. 1984 promovierte er in Würzburg mit dem Thema „Homosexualität – Eine Herausforderung für Theologie und Seelsorge“. Auslöser für Müllers Studienthemen und sein späteres Arbeitsgebiet war das jugendliche Bekenntnis eines seiner ältesten und engsten Freunde.
Von 1983 bis 1990 war Wunibald Müller Leiter des Referates für Pastoralpsychologie und Praxisberatung und Referent für Priesterfortbildung am Institut für Pastorale Bildung in Freiburg im Breisgau. Seit 1991 war er Leiter des Recollectio-Hauses in Münsterschwarzach.
Wunibald Müller ist seit 1986 mit Ilse Katharina Müller geb. Häuser verheiratet, sie haben zwei Kinder und leben in Würzburg. Ilse Müller ist Ärztin für Psychiatrie und Psychotherapie.

## Recollectio-Haus
Wunibald Müller hörte während seines Studiums in Kalifornien, dass es in den USA spezielle Einrichtungen gibt („Houses of Affirmation“), in denen sich Priester wegen psychischer und psychosexueller Probleme therapieren ließen. Die Vision, ein solches Haus der (Selbst-)Bekräftigung in Deutschland zu begründen, verwirklichte Müller in der Abtei Münsterschwarzach mit dem Recollectio-Haus (lateinisch recollectio heißt etwa „Versammlung“). Dabei unterstützten ihn zunächst drei Bistümer, 2010 waren es acht Diözesen. Der damalige Vorsitzende der Deutschen Bischofskonferenz, Karl Lehmann, war anfangs eher zurückhaltend, unterstützte aber nach kurzer Zeit seine Idee.
Die Langzeitkurse dauern acht bis zwölf Wochen. Geistlicher Leiter des Recollectio-Hauses ist Pater Anselm Grün OSB; als Fachteam wirken sieben Personen.
Im Rahmen des Bekanntwerdens von zahlreichen Fällen von sexuellem Missbrauch in der römisch-katholischen Kirche in Deutschland Anfang 2010 erhielt das Recollectio-Haus höhere Aufmerksamkeit. Laut einem Artikel in der Frankfurter Allgemeinen Zeitung hat sich „kaum ein anderer seit Jahrzehnten so intensiv mit sexuellem Missbrauch, mit Pädophilie und Ephebophilie beschäftigt wie Müller – auch und gerade im Zusammenhang mit Homosexualität und Zölibat“.

## Positionen
Am Ökumenischen Kirchentag 2010 in München beteiligte sich Wunibald Müller an einer Podiumsdiskussion mit Bischof Stephan Ackermann (Missbrauchbeauftragter der Deutschen Bischofskonferenz), Pater Klaus Mertes (Rektor des Canisius-Kolleg Berlin), Beate Merk (Bayerische Justizministerin), Gerhard Robbers (Evangelischer Jurist) und Andrea Heim von Bund der Deutschen Katholischen Jugend. Müller forderte, dass Frauen in der Kirche verantwortliche Positionen einnehmen können: «Es muss die Frage erlaubt sein, ob die katholische Kirche mit dem Thema sexueller Missbrauch anders umgegangen wäre, wenn auch Frauen in verantwortlichen Positionen etwas zu sagen hätten.» … «Wir müssen davon ausgehen, dass der Anteil der sexuell Unreifen unter den schwulen Priestern besonders hoch ist, und diese anfällig dafür sind, sexuellen Missbrauch zu begehen.»
Müller sprach sich dagegen aus, Homosexuelle nicht mehr zu Priestern zu weihen. «Die Kirche müsste dann auf wunderbare homosexuelle Priester verzichten. Wir müssen endlich anerkennen, dass homosexuelle Gefühle nicht weniger wertvoll sind als heterosexuelle.» In seinem Werk Größer als alles aber ist die Liebe erklärt er, dass auch die Bibel nicht als Begründung für Homophobie geltend gemacht werden kann.
Für ihn ist „Sexualität ... eines der schönsten Geschenke, das Gott uns gemacht hat“. Sie ist zu verstehen als eine besondere Quelle der Spiritualität und bedeutend für eine lebendige Gottesbeziehung. Die Sexualität ist dann eine Quelle von Lebendigkeit, Phantasie und Kreativität.
Müller bat Ende 2013 Papst Franziskus in einem Brief „inständig“, Priestertum und Zölibat zu entkoppeln.

## Schriften
- Sexueller Missbrauch Minderjähriger in der Kirche. Psychologische, seelsorgliche und institutionelle Aspekte. Mainz 1996, ISBN 3-7867-1920-9.
- Intimität: Vom Reichtum ganzheitlicher Begegnung. Matthias-Grünewald-Verlag, 4. Auflage, Mainz 1997, ISBN 3-7867-1406-1.
- Auch Gott hat mich nicht beschützt. Wenn Minderjährige im kirchlichen Milieu Opfer sexuellen Missbrauchs werden. Mainz 1998, ISBN 3-7867-2099-1.
- Lebe jetzt – einfach sein. Matthias-Grünewald-Verlag, Mainz 2003, ISBN 3-7867-2438-5.
- Dein Lied erklingt in mir: der göttliche Funke von Taizé. Würzburg 2003, ISBN 3-429-02552-4.
- Küssen ist beten: Sexualität als Quelle der Spiritualität. Mainz 2003, ISBN 3-7867-2464-4.
- Dein Weg aus der Angst: Ängste annehmen und überwinden. Münsterschwarzach 2003, ISBN 3-87868-640-4.
- In mir zu Hause sein. Mainz 2004, ISBN 3-7867-2493-8.
- Wo bist du, Gott?: von der Ewigkeit Gottes in unserer Zeit. Mainz 2004, ISBN 3-7867-2513-6.
- Glück ist ein leises Singen der Seele: die göttliche Weisheit in uns entdecken. Mainz 2005, ISBN 3-7867-2543-8.
- Allein – aber nicht einsam. Münsterschwarzach 2005, ISBN 3-87868-651-X.
- Erfahrungen des Ewigen: Was meinem Leben Tiefe gibt. München 2006, ISBN 3-466-36713-1.
- Alles, was in deinem Herzen ist, das tu. Ostfildern 2006, ISBN 3-7867-2616-7.
- Auf der Suche nach der verlorenen Seele. Ostfildern 2006, ISBN 3-7867-8590-2.
- Atme auf in Gottes Nähe. Münsterschwarzach 2007, ISBN 978-3-87868-660-6.
- Wenn der Geist die Seele berührt: Für eine dynamische Spiritualität. Ostfildern 2007, ISBN 978-3-7867-2671-5.
- Atme in mir: die Wirklichkeit des Heiligen Geistes. Münsterschwarzach 2008, ISBN 978-3-89680-362-7.
- Was ist die Seele?: mein Geheimnis – meine Stärke. zusammen mit Anselm Grün, München 2008, ISBN 978-3-466-36820-4.
- Wende dein Ohr mir zu: Gebete der Bibel. Düsseldorf 2008, ISBN 978-3-491-71324-6.
- Größer als alles aber ist die Liebe: für einen ganzheitlichen Blick auf Homosexualität. Ostfildern 2009, ISBN 978-3-7867-2765-1.
- Ich wage mich in meine Dunkelheit: der Depression begegnen. Münsterschwarzach 2009, ISBN 978-3-89680-411-2.
- Was macht Menschen krank, was macht sie gesund? Münsterschwarzach 2009, ISBN 978-3-89680-427-3.
- Ich wünsch dir einen Seelenfreund: über Beziehungen, die tragen. München 2009, ISBN 978-3-466-36846-4.
- Du bist die Liebe, die stärker ist als alles: mit Gott sprechen in Angst, Depression und Verzweiflung. Würzburg 2009, ISBN 978-3-429-03149-7.
- Lausche dem vollen Klang der Welt: Meditation für den Alltag. Münsterschwarzach 2010, ISBN 978-3-89680-458-7.
- Verschwiegene Wunden – Sexuellen Missbrauch in der katholischen Kirche erkennen und verhindern. München 2010, ISBN 978-3-466-37000-9.
- Trau deiner Seele. Kevelaer 2010, ISBN 978-3-8367-0730-5.
- Schuld und Vergebung: befreit leben. Herder 2010, ISBN 978-3-451-06300-8.
- Lebe mit Leidenschaft: vom gelassenen Umgang mit unserer Angst vor dem Tod. Ostfildern 2010, ISBN 978-3-491-72570-6.
- Lausche dem vollen Klang der Welt: Meditation für den Alltag. Münsterschwarzach 2010, ISBN 978-3-89680-458-7.
- Dreißig Stufen zum Paradies: ein spirituelles Lebensprogramm. Echter, Würzburg 2010, ISBN 978-3-429-03296-8.
- Aus dem Dunkel ans Licht: Fakten und Konsequenzen des sexuellen Missbrauchs für Kirche und Gesellschaft. Münsterschwarzach 2011, ISBN 978-3-89680-499-0.
- Du sollst Leib und Seele ehren: Für eine heilsame Spiritualität. Kösel, München 2011, ISBN 978-3-466-37019-1.
- Erinnerungen an Henri Nouwen. Münsterschwarzach 2012, ISBN 978-3-89680-553-9.
- Vom Kusse seines Mundes trunken. Sexualität als Quelle der Spiritualität. Ostfildern 2012, ISBN 978-3-8367-0802-9.
- Ans Licht gebracht: Weiterführende Fakten und Konsequenzen des sexuellen Missbrauchs für Kirche und Gesellschaft. Münsterschwarzach 2012, ISBN 978-3-89680-514-0.
- Zerreißprobe. Kirchlicher Dienst zwischen persönlicher Überzeugung und amtlichen Anspruch. Freiburg 2013, ISBN 978-3-451-31073-7.
- Schenk deinem Herzen Ruhe. Münsterschwarzach 2013, ISBN 978-3-89680-824-0.
- Kontemplativ leben: Erinnerungen an Thomas Merton. Münsterschwarzach 2014, ISBN 978-3-89680-915-5.
- Vergebung: Wege der Befreiung. Münsterschwarzach 2014, ISBN 978-3-89680-591-1.
- Zwischen Schicksal und Freiheit. Mut zur Entscheidung. München 2014, ISBN 978-3-466-37100-6.
- Das Gold im Dunkel der Seele entdecken. Neue Kraft aus verborgenen Quellen. Ostfildern 2015, ISBN 978-3-8436-0614-1.
- Für immer – geht das? Wenn Lebensentscheidungen in die Krise geraten. Münsterschwarzach 2015, ISBN 978-3-89680-963-6.
- Henri Nouwen. Leidenschaft für die Menschen. Ostfildern 2016, ISBN 978-3-8436-0801-5.
- Warum ich dennoch in der Kirche bleibe. München 2016, ISBN 978-3-466-37168-6.
- Deine Kraft ist in den Schwachen mächtig: Impulse aus dem Recollectio-Haus Münsterschwarzach. Münsterschwarzach 2016, ISBN 978-3-7365-0017-4.
- Trau deiner Seele. Kevelaer 2016, ISBN 978-3-8367-1030-5.
- Auf der Suche nach der verlorenen Seele. Kevelaer 2016, ISBN 978-3-8367-1019-0.
- Im Ozean des Lebens. In: Sexualität – Die Farben der Leidenschaft. Publik-Forum EXTRA, 2016, ISBN 978-3-88095-301-7.
- Der Letzte macht das Licht aus. Lust auf morgen in der Kirche – eine Ermutigung. Echter, Würzburg 2017, ISBN 978-3-429-04392-6.
- Warten auf G. Bekenntnisse eines Suchenden. Echter, Würzburg 2019, ISBN 978-3-429-05423-6.
- Verbrechen und kein Ende. Notwendige Konsequenzen aus der Missbrauchskrise. Echter, Würzburg 2020, ISBN 978-3-429-05468-7.

## Ehrung
2012 Ehrenpromotion durch die Theologische Fakultät der Universität Münster